# 宮沢周
宮沢 周（みやざわ あまね、1979年7月27日 - ）は日本のライトノベル作家。2008年、『アンシーズ』で集英社主催の第八回スーパーダッシュ小説新人賞佳作を受賞しデビュー。獅子座のAB型。犬とミルクティーが好き。神奈川県出身。

## 作品リスト
集英社スーパーダッシュ文庫
- アンシーズシリーズ（2009年9月25日 - 2010年3月25日）
- ほうそうぶ2シリーズ（2011年1月25日 - 2011年5月25日）

富士見ファンタジア文庫
- 冠絶の姫王と召喚騎士シリーズ（2012年9月20日 - 2013年6月20日）
- 咲き誇る戦花巫女（2014年9月20日）

一迅社文庫
- 呪われ勇者と星蝕みの竜姫(2014年7月18日)